# Valentin Yordanov
Valentin Yordanov est un lutteur bulgare spécialiste de la lutte libre né le 26 janvier 1960.

## Biographie
Lors des Jeux olympiques d'été de 1992, il remporte la médaille de bronze et lors des Jeux olympiques d'été de 1996, il remporte le titre olympique en combattant dans la catégorie des -52 kg. Au cours de sa carrière, il remporte  le titre de champion du monde sept fois (en 1983, 1985, 1987, 1989, 1993, 1994 et 1995), deux fois médaillé d'argent (1990, 1991) et une fois médaillé de bronze (1986).